# UTC+7:30
UTC+7:30 — бывший часовой пояс для Сингапура. UTC+7:30 использовалось и как летнее время, и, позже, как стандартное время в Сингапуре. Между 1941 и 1942 годами, перед японской оккупацией, и с 1945 по 1970 года после оккупации, Сингапур использовал его как летнее время, после 1970 года Сингапур решил объявить UTC+7:30 стандартным временем.
В 1982 году Малайзия и Сингапур перешли на UTC+8:00 .